# 卑爾根街車站 (IND卡爾弗線)
卑爾根街車站（英語：Bergen Street station）是美國紐約地鐵IND卡爾弗線的一個雙層地鐵站，位於鵝卵丘與保林丘邊界卑爾根街及史密斯街，設有F線及G線（任何時候停站）列車服務。

## 車站結構
| G           | 街道層             | 出入口                                                              |
| B1 普通月台 | 側式月台，右側開門 | 側式月台，右側開門                                                  |
| B1 普通月台 | 北行               | 往牙買加-179街（傑伊街-都會科技） · 往法庭廣場（霍伊特-歇爾美角街） |
| B1 普通月台 | 南行               | 往康尼島-斯提威爾大道（卡爾洛街） · 往教堂大道（卡爾洛街）          |
| B1 普通月台 | 側式月台，右側開門 |                                                                     |
| B2 快速月台 | 側式月台，不使用   | 側式月台，不使用                                                    |
| B2 快速月台 | 北行快速           | 無定期營運                                                          |
| B2 快速月台 | 南行快速           | 無定期營運                                                          |
| B2 快速月台 | 側式月台，不使用   |                                                                     |

卑爾根街位於狹窄街道之下，共兩層。只有上層使用，服務慢車，而下層曾經有快車營運:19, 24:6。受車站非常接近地面影響，此站無法設立夾層，成為三個無法轉乘反方向列車的快車站。因此乘客無法在此站自往布魯克林的G線列車轉乘往曼哈頓的F線列車，反之亦然。

## 外部連結
- nycsubway.org—IND Crosstown: Bergen Street
- The Subway Nut — Bergen Street Pictures（页面存档备份，存于）
- Forgotten New York – Below the Platforms（页面存档备份，存于）
- Bergen Street entrance from Google Maps Street View（页面存档备份，存于）
- Warren Street entrance from Google Maps Street View（页面存档备份，存于）
- Platforms from Google Maps Street View （页面存档备份，存于）
- Abandoned Stations - Bergen Street Lower Level（页面存档备份，存于）